# Dodge Avenger
La Dodge Avenger è un'autovettura segmento D prodotta dalla casa automobilistica statunitense Dodge dal 1995 al 2000 con carrozzeria coupé, mentre dal 2008 al 2013 in versione berlina 4 porte. Soltanto dalla seconda generazione la vettura è stata importata in Europa.

## Prima serie FJ (1995-2000)
La prima generazione era una coupé abbastanza compatta per i canoni americani, non importata in Europa, realizzata in collaborazione con la Mitsubishi Motors che prestò il pianale a trazione anteriore della propria sportiva Eclipse al costruttore americano Chrysler di cui la Dodge fa parte. La vettura sostituì la Dodge Daytona uscita di produzione nel 1993.

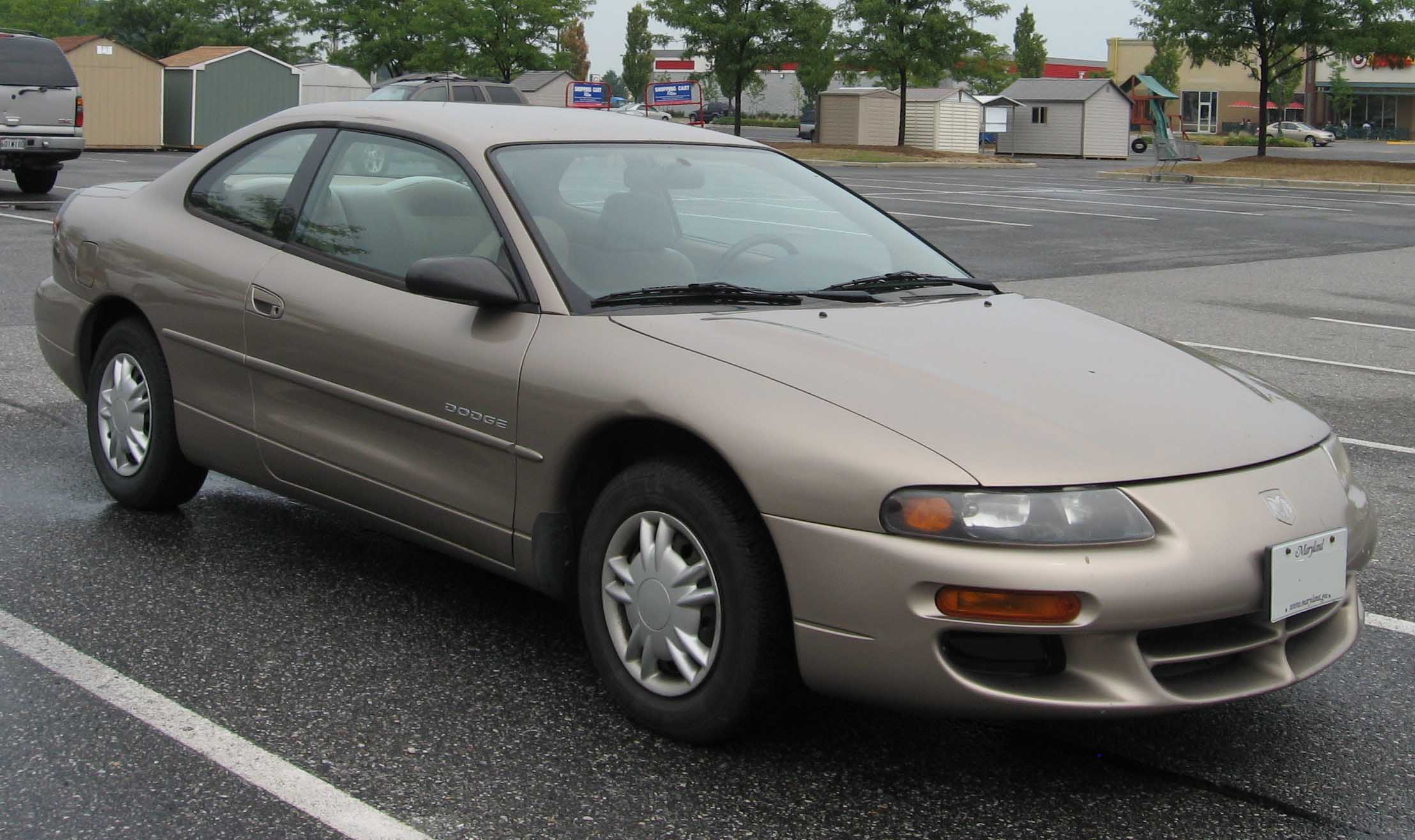
Avenger 1998 restyling

L'Avenger disponeva di due propulsori benzina: il primo era una motorizzazione 2.0 con 4 cilindri, 16 valvole, capace di 140 cavalli (103 kilowatt) prodotto dalla Chrysler, mentre la seconda motorizzazione era un 2.5 V6 da 155 e 163 cavalli prodotto dalla Mitsubishi. 
La potenza veniva trasmessa grazie ad un cambio manuale a 5 rapporti oppure ad un cambio automatico a 4 rapporti.
Nonostante la dotazione di serie abbastanza ricca con ABS e quattro freni a disco, il restyling del 1998 che ne ha aumentato le dimensioni e il prezzo non molto elevato, la vettura non riuscì ad ottenere molti consensi da parte del pubblico e venne sostituita dopo solo 5 anni di produzione dalla Dodge Stratus per riprendere la denominazione Avenger solo nel 2008.

## Seconda serie JS (2008-2013)
Presentata come concept car nel 2007, la seconda serie è completamente differente dalla prima, segni evidenti sono la carrozzeria ora a 4 porte quindi berlina e non più coupé. Il frontale massiccio, la calandra Dodge dal disegno tipico a croce, la fiancata con passaruota muscolosi, un taglio dei finestrini piuttosto atipico danno un risultato complessivamente diverso dalle solite vetture europee.
Derivata dalla Chrysler Sebring lanciata nel 2007, la nuova Avenger utilizza una piattaforma sviluppata ai tempi dell'alleanza DaimlerChrysler utilizzata anche dalle Mitsubishi Lancer, Outlander, Jeep Compass, Peugeot 4007 e relative derivate; la trazione è anteriore mentre in opzione è disponibile l'integrale a quattro ruote motrici. La lunghezza è di 4,85 metri, con una larghezza di 1,84 m, un'altezza di 1,49 metri e un passo di 2,76 metri. Il bagagliaio è da 438 litri mentre il peso complessivo è attorno ai 1.600 kg.

### Motorizzazioni
La Avenger in origine era disponibile con quattro motori a benzina e un motore diesel. Quest'ultimo il 2.0 CRD è un quattro cilindri in linea di provenienza Volkswagen, con una potenza massima di 140 cavalli e una coppia motrice di 310 Nm. Con questo motore la Avenger raggiunge una velocità massima di 200 km/h e accelera da 0 a 100 km/h in 10,5 secondi. Il filtro antiparticolato non è disponibile nemmeno in opzione mentre il cambio è manuale a 6 rapporti.
I motori benzina, non importati in Italia, comprendono un quattro cilindri 2.0 litri da 156 CV, un quattro cilindri 2.4 litri da 170 CV entrambi disponibili con cambio a variazione continua CVT e manuale e il motore V6 2.7 da 183 cavalli con trasmissione automatica a 6 rapporti e il 3.5 V6 da 235 cavalli (con cambio automatico sequenziale a 6 rapporti e trazione anteriore o integrale) utilizzato anche dalla cugina Chrysler 300C.

### L'Avenger in Italia
In Italia l'Avenger è disponibile in unica motorizzazione la 2 litri turbodiesel e in un unico allestimento con una ricca dotazione di serie tra cui figurano: airbag laterali a tendina, airbag frontali multistadio, ABS con EBD, assistente alla frenata, climatizzatore manuale, controllo di trazione, ESP e controllo della pressione degli pneumatici. In opzione, l'allestimento Sport Appearence Group, che comprende spoiler posteriore e cerchi da 18". Come tutte le vetture Dodge anche l'Avenger venne commercializzata dalla rete commerciale Chrysler Italia.